# Segelfluggelände Oppingen-Au

i7
i11
i13
Das Segelfluggelände Oppingen-Au liegt zwischen Nellingen, Oppingen und Amstetten auf der Schwäbischen Alb.

## Flugbetrieb
Das Segelfluggelände ist mit einer 620 m langen und 30 m breiten Start- und Landebahn aus Gras (Richtung 10/28) ausgestattet. Es besitzt eine Betriebszulassung für Segelflugzeuge, Motorsegler und Ultraleichtflugzeuge. Segelflugzeuge starten per Flugzeugschlepp oder Windenstart. Der Halter und Betreiber des Segelfluggeländes ist die Fliegergruppe Gingen/Fils e. V.

## Geschichte
Der erste Start eines Segelflugzeugs auf dem Gelände des Flugplatzes fand 1953 statt. Im Jahr 1973 wurde eine durchgängige 800 m lange und ca. 25 m breite Grasbahn angelegt die auch den Betrieb von Schleppflugzeugen ermöglichte. 1996 und 1999 wurde der Platz nach Süden und Westen erweitert.
Als erstes Gebäude wurde 1958 die Flugplatzhütte errichtet. In dieser waren bis 1974 die Flugzeuge untergebracht und mussten für jeden Flugbetrieb neu aufgebaut werden. Die erste Flugzeughalle wurde 1974 erstellt, 1982 folgte eine Tankstelle und 1986 eine weitere Flugzeughalle.
Der Flugplatz ist bis heute nicht an das Wasser- und Stromnetz angeschlossen. Strom wird über eigene Dieselgeneratoren erzeugt. Regenwasser wird in einer Zisterne gesammelt und aufbereitet.

## Flugzeuge
Die Flugzeugflotte der Fliegergruppe besteht aus:
- Schempp-Hirth Discus-b
- Schempp-Hirth Discus 2c
- Schempp-Hirth Duo Discus
- Schleicher ASK 21
- Spatz (B)
- Scheibe Falke SF-25 C2000
- Robin DR 300